# لوبوتن (استان اوپوله)
لوبوتن (به لهستانی: Lubotyń) یک منطقهٔ مسکونی در لهستان است که در گمینا کیتژ واقع شده‌است. لوبوتن ۴۵۹ نفر جمعیت دارد.